# Кабанка (приток Увельки)
Каба́нка — река в центральной части Челябинской области России. Правый, один из самых крупных притоков реки Увелька в бассейне Тобола.
Длина реки составляет 85 км, площадь водосборного бассейна — 933 км².
Истоки у посёлка Лесной в Уйском районе. Высота истока — 361 м над уровнем моря. Впадает в реку Увелька на границе Южноуральского городского округа у северной оконечности Южноуральского водохранилища. Высота устья — 202 м над уровнем моря.
Протекает по территории 3-х районов области (Уйского, Пластовского и Увельского).
Наиболее крупные притоки:
← Левый приток
→ Правый приток
- ← Чукса
- ← Лог Зелёный
- → Кочкарка
- → Чёрная

На берегах Кабанки расположены: посёлки Лесной, Михайловка, Демарино, Кочкарь, Верхняя Кабанка, Поляновка, Кабанка, Каменский, Берёзовка. Так же на реке сооружены 8 больших и малых прудов.

## Название
Обычно такие названия рек указывают на места былого обитания кабанов. А вот название реки Кабанки, правый приток Увельки, бассейн Уя, может быть и башкирского происхождения по мужскому имени Кабан. Название этой реки приняли села: Кабанка, упоминается в документах в 1753 году, Верхняя Кабанка, территория города Пласта, упоминается в документах в 1779 г.

## Данные водного реестра
По данным государственного водного реестра России относится к Иртышскому бассейновому округу, водохозяйственный участок реки — Увелька, речной подбассейн реки — Тобол. Речной бассейн реки — Иртыш.

## Галерея

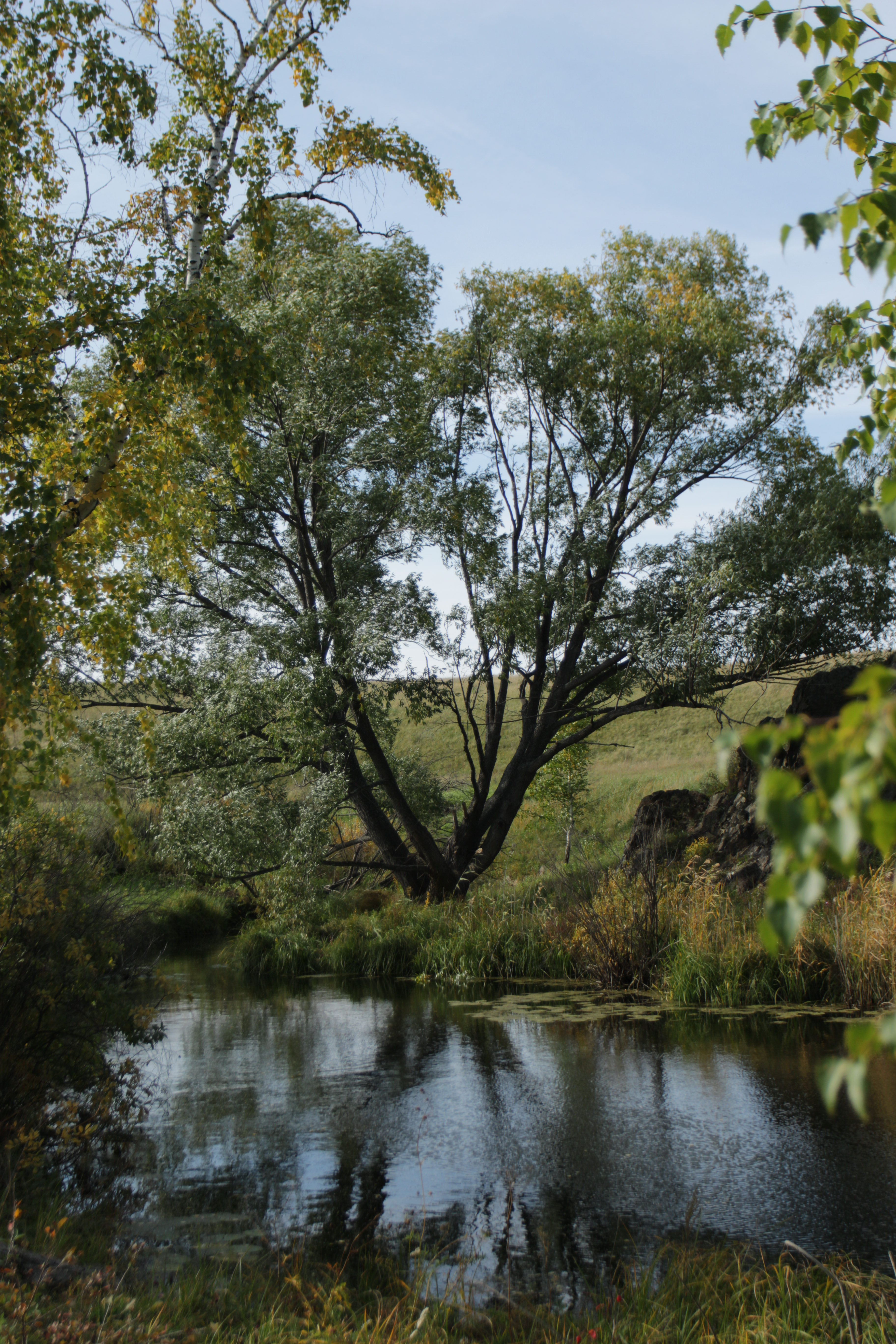
Река Кабанка на участке Каменский-Берёзовка
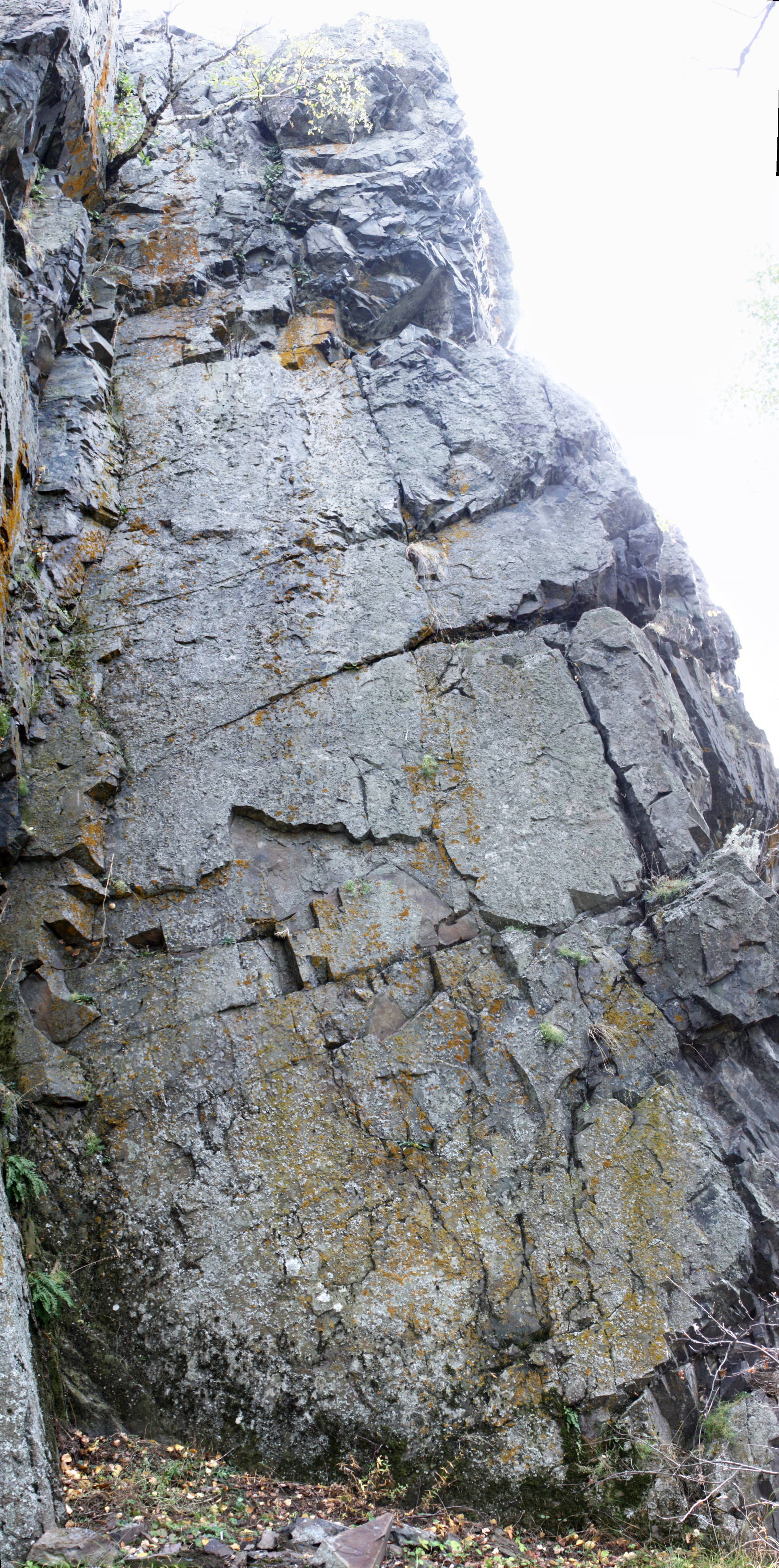
Базальтовые скальные выходы
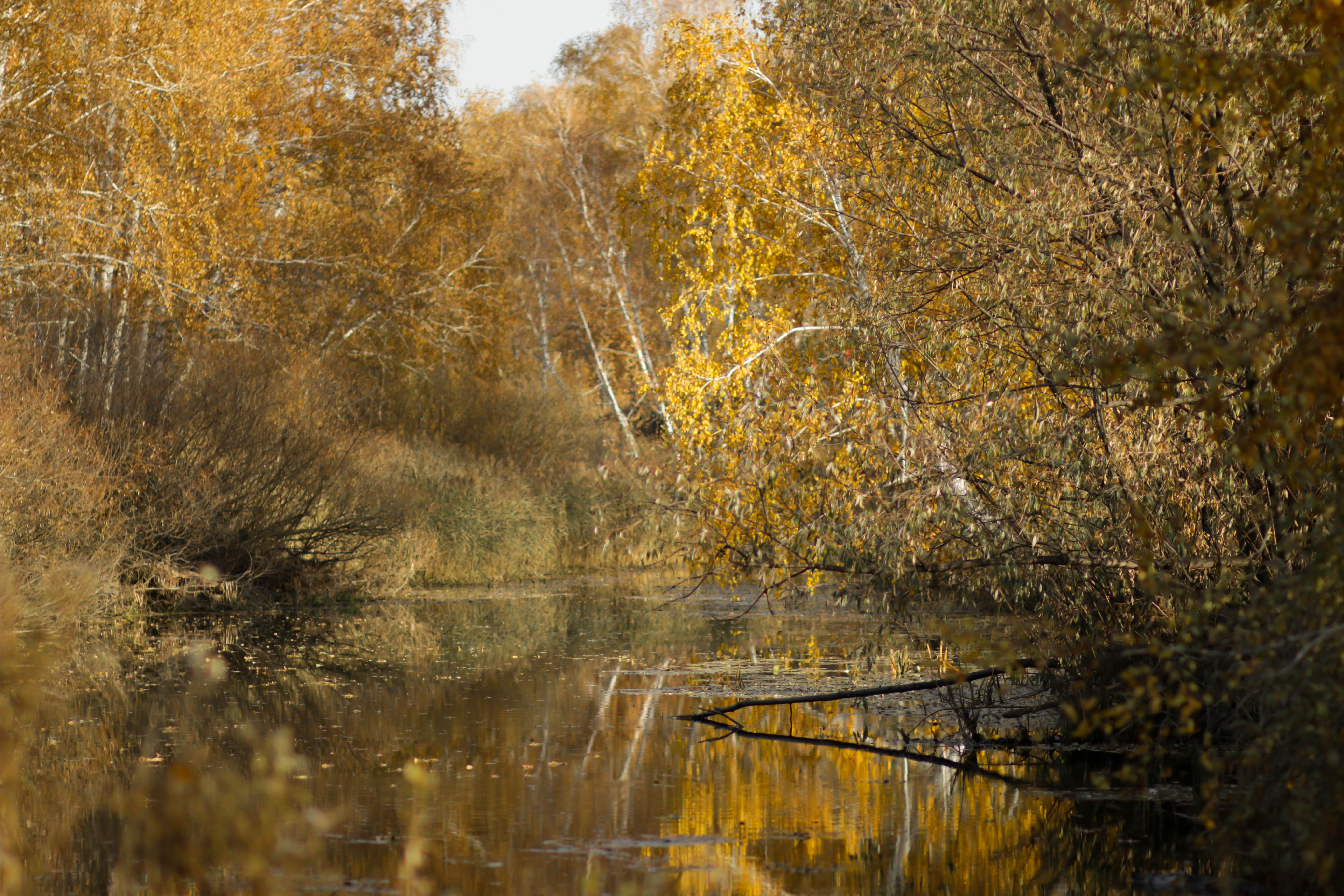
Осень на реке Кабанка
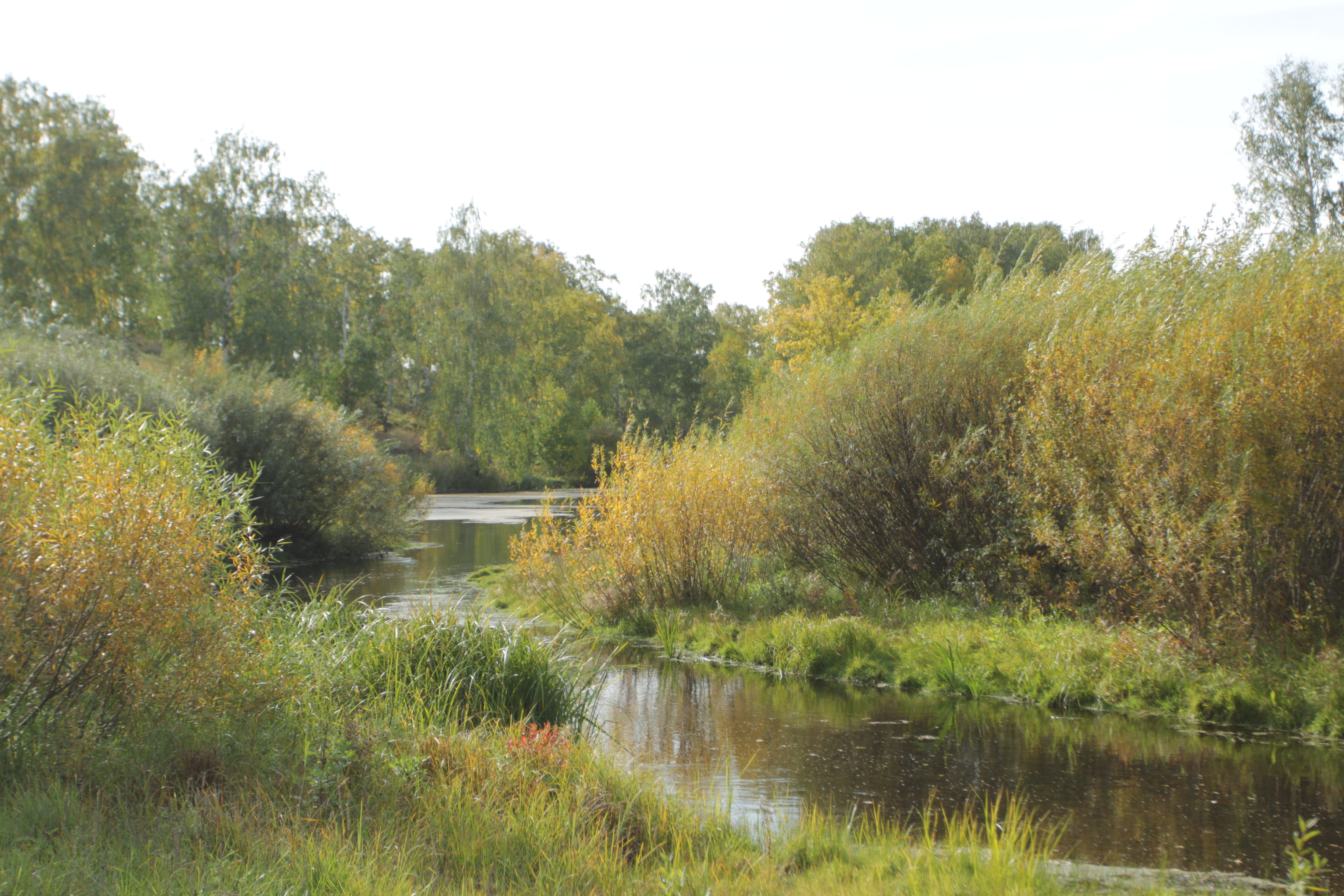
Река Кабанка в нижнем течении